# Briouze
Briouze is een gemeente in het Franse departement Orne (regio Normandië). De plaats maakt deel uit van het arrondissement Argentan. In de gemeente ligt spoorwegstation Briouze. Briouze telde op 1 januari 2022 1.511 inwoners.

## Geografie
De oppervlakte van Briouze bedroeg op 1 januari 2022 17,15 vierkante kilometer; de bevolkingsdichtheid was toen 88,1 inwoners per km².

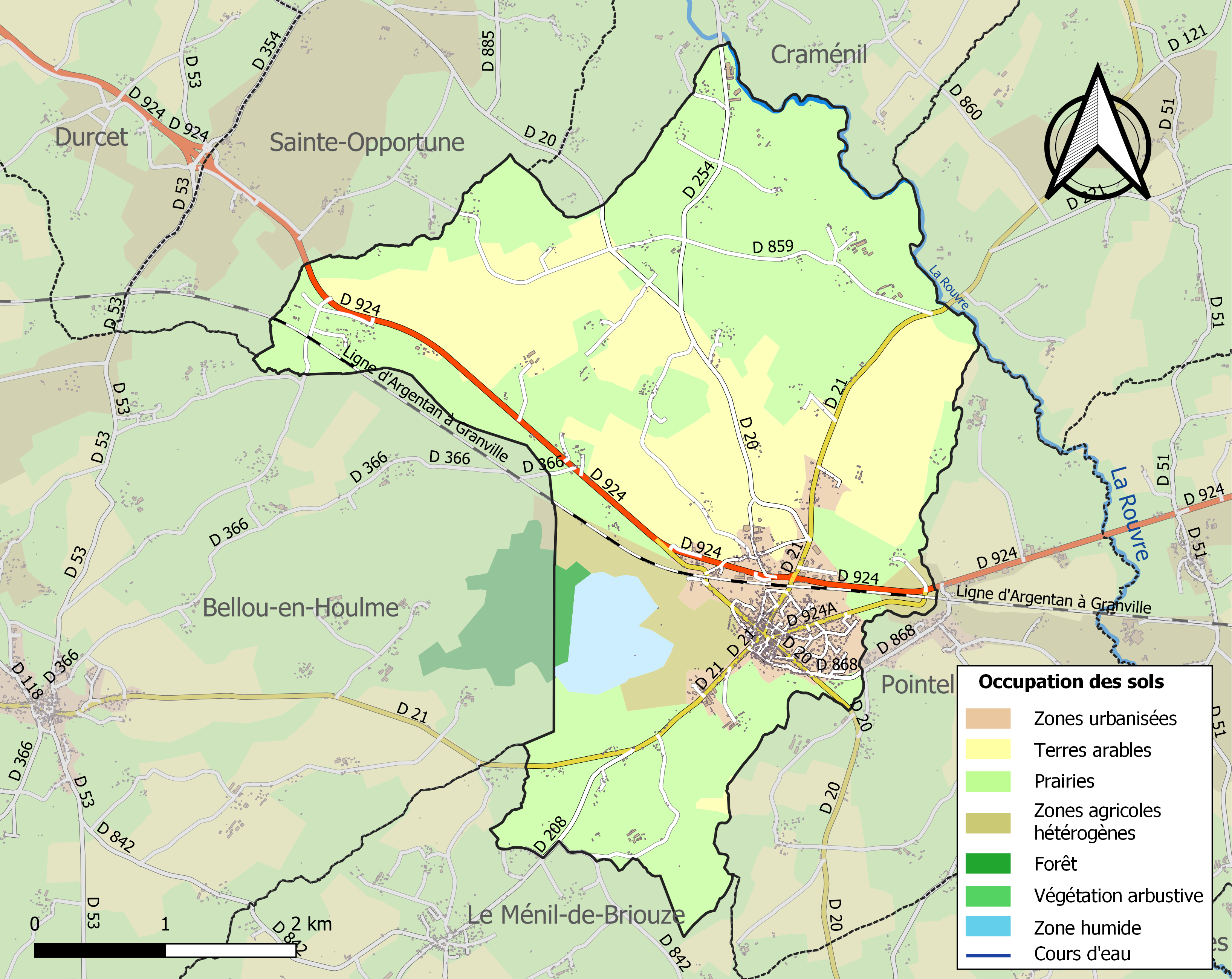
Kaart van de gemeente met belangrijkste infrastructuur, bodemgebruik en omliggende gemeenten

## Demografie
Onderstaande figuur toont het verloop van het inwonertal (bron: INSEE-tellingen).